# Emili Rosales
Emili Rosales, né à Sant Carles de la Ràpita (Catalogne, Espagne) le 12 février 1968, est un auteur et éditeur catalan.

## Biographie
Emili Rosales a écrit six ouvrages, dont La ville invisible (en catalan, La ciutat invisible) (2005), qui reçut le prix Sant Jordi en 2004. Après avoir connu un succès colossal en Espagne, le livre fut traduit dans une quinzaine de langues.
Il est directeur littéraire aux éditions Planeta et membre de l'Association des écrivains de langue catalane.

## Œuvres

### Poésies
- 1989 : Ciutats i mar.
- 1991 : Els dies i tu.

### Romans
- 1995 : La casa de la platja.
- 1997 : Els amos del món.
- 1998 : Mentre Barcelona dorm.
- 2005 : La ciutat invisible, traduit en français en 2008 par Mathias Enard et Edmon Raillard sous le titre La ville invisible et publié chez Actes Sud-Babel[4].

## Prix
- 2004 : Prix Sant Jordi du roman pour La ville invisible.